# Jacob Wilson
Jacob Wilson (* 17. März 1990 in Crawfordsville, Indiana) ist ein US-amerikanischer Autorennfahrer.

## Karriere
Wilson begann seine Motorsportkarriere mit sechs Jahren im Kartsport und blieb bis 2006 in dieser Sportart aktiv. 2008 wechselte er in Rennserien der USAC. Er gewann ein Rennen der USAC Sprint Car Series und 22. in der Meisterschaft. Außerdem trat er in der USAC Silver Crown Series an und beendete die Saison als 18. 2009 blieb Wilson in beiden Rennserien. Er belegte den 16. Gesamtrang in der USAC Silver Crown Series und lag auf dem 21. Platz in der USAC Sprint Car Series. 2010 nahm er erneut an Rennen dieser Serien teil.
Nachdem Wilson 2011 an einzelnen Rennen der USAC Silver Crown Series und der USAC National Midget Series aktiv gewesen war, gab er sein Formelsportdebüt in der Indy Lights. Er nahm für Belardi Auto Racing an zwei Rennwochenenden teil. Bereits bei seinem ersten Rennen qualifizierte er sich für die dritte Startposition. Im Rennen verlor er bereits in der ersten Runde die Kontrolle über sein Fahrzeug und drehte sich. Da nicht alle Fahrer in der Lage waren, auszuweichen, fuhren mehrere Autos ineinander. Insgesamt schieden fünf Piloten bei diesem Unfall aus. Alle Fahrer blieben unverletzt. Bei seinem zweiten Rennen kam er auf dem fünften Platz ins Ziel und lag am Saisonende auf dem 22. Platz in der Fahrerwertung.

## Karrierestationen
| - 1996–2006: Kartsport - 2008: USAC Sprint Car Series (Platz 22) - 2008: USAC Silver Crown Series (Platz 18) - 2009: USAC Sprint Car Series (Platz 21) | - 2009: USAC Silver Crown Series (Platz 16) - 2010: USAC Sprint Car Series - 2010: USAC Silver Crown Series - 2011: Indy Lights (Platz 22) | - 2011: USAC Silver Crown Series (Platz 18) - 2011: USAC National Midget Series |